# لا اسمرالدا (ونزوئلا)

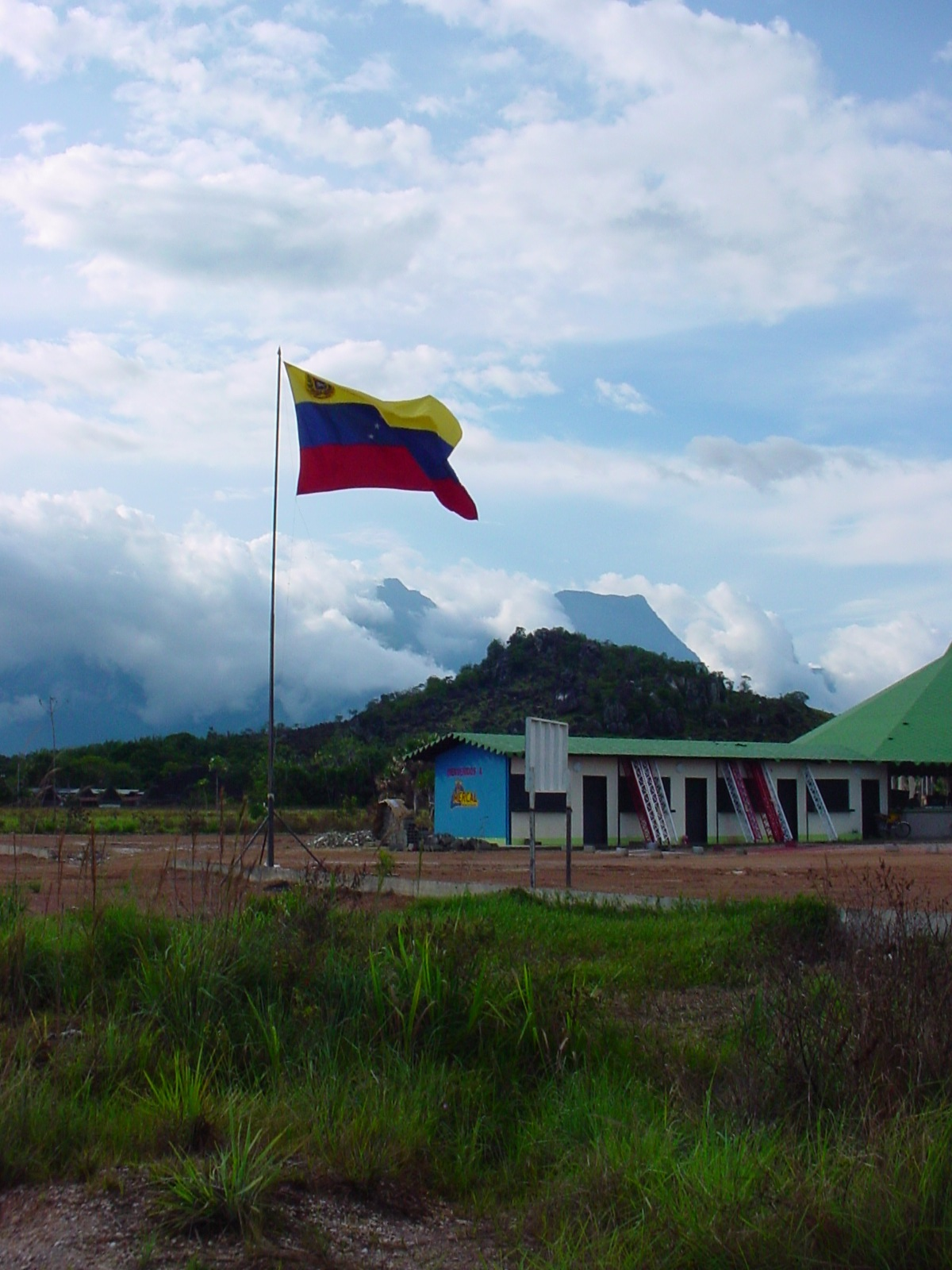
لا اسمرالدا (ونزوئلا)

لا اسمرالدا (انگلیسی: La Esmeralda, Venezuela) نام شهری در کشور ونزوئلا است.